# Georgi Atanasov (componist)
Georgi Atanasov (Bulgaars: Георги Атанасов) (Plovdiv, 6 mei 1882 - Fažana (Italië), 17 november 1931), tevens bekend onder de naam Maestro, was een Bulgaars componist en dirigent. Hij was een van de eerste Bulgaren die zich beroepsmatig toelegden op het componeren van opera's.
Hij leerde op jonge leeftijd verschillende muziekinstrumenten bespelen. De eveneens uit Bulgarije afkomstige componist Panajot Pipkov (1871-1942) raadde een rijke oom van Atanasov aan om hem een opleiding in Boekarest te laten volgen. Daar leerde hij op een muziekschool piano en trombone te spelen. Zijn oom zorgde er later voor dat hij naar Italië kon gaan. In het seizoen 1922/1923 was Atanasov dirigent voor de Nationale Opera in Sofia.
De muziek van Atanasov kent invloeden uit zowel de Italiaanse opera als de volksmuziek uit de Balkan.

## Opera's
- Borislav (1911)
- Moralisti (operette) (1916)
- Gergana (1917)
- Zapustyalata vodenitsa (1923)
- Tsveta (1925)
- Kosara (1929)
- Altzec (1930)

- Bibliothèque nationale de France: cb162793223 (data)
- Gemeinsame Normdatei: 13262723X
- International Standard Name Identifier: 0000 0001 1871 2055
- Library of Congress Control Number: no2009034708
- Virtual International Authority File: 13476484
- WorldCat: E39PBJjXgqKc9VFqRWMgfD7JXd